# ساوثرن ایر چارتر
ساوثرن ایر چارتر (به انگلیسی: Southern Air Charter) یک شرکت هواپیمایی با کد یاتا PL است که در تاریخ ۱۵ آوریل ۱۹۹۸ میلادی تأسیس شده و در تاریخ ۱۹۹۸ فعالیتش را آغاز کرده‌است. دفتر مرکزی ساوثرن ایر چارتر در فرودگاه بین‌المللی لیندن پیندلینگ واقع شده‌است و به ۵ مقصد، پرواز انجام می‌دهد.